# Betriebsbuchführung
Aus der unternehmensinternen Tätigkeit der Betriebsbuchführung – auch Interne Buchführung genannt – werden heutzutage hauptsächlich kurzperiodische Kosten- und Leistungsrechnungsergebnisse bereitgestellt. Mittels der Durchführung der Betriebsbuchführung werden aus der Kosten- und Leistungsrechnung Daten mit dem Ziel abgeleitet, Ergebnisse über innerbetriebliche Prozesse zu gewinnen und (Management-)Entscheidungen zu fundieren. Für einen größeren Zeitraum als die kurzperiodische Kosten- und Leistungsrechnung wird im Rahmen der internen Tätigkeit der Betriebsbuchführung die sogenannte „Planungsrechnung“ erarbeitet. Darüber hinaus werden von Zeit zu Zeit Betriebsstatistiken erstellt.

## Grundlegendes
Die Betriebsbuchführung steht in enger Verbindung mit der Finanzbuchführung. Beide gehören zum betrieblichen Rechnungswesen. Das Rechnungswesen dient der Erfassung und Kontrolle der „Geld- und Güterbewegungen“, sozusagen, „des gesamten Umsatzprozesses“ im Unternehmen. Das interne Rechnungswesen (das in der Unternehmensabteilung der „Betriebsbuchhaltung“ angesiedelt ist) erfasst die mengenmäßigen Güterflüsse und -bestände des Leistungsbereichs und nimmt Bewertungen dieser Größen vor. Das externe Rechnungswesen (das in der Unternehmensabteilung der „Finanzbuchhaltung“ verortet werden kann) erfasst Bestände und Veränderungen von Vermögen und Kapital, wobei sich deren Bewertungen aus früheren und gegenwärtigen Zahlungsvorgängen des Finanzbereichs ergeben. Die Arbeitsvorgänge in der Abteilung „Betriebsbuchhaltung“ bilden die Betriebsbuchführung; analog bilden die Arbeitsvorgänge in der Abteilung „Finanzbuchhaltung“ die Finanzbuchführung.
Das interne Rechnungswesen kommt in Gestalt der „Kosten- und Leistungsrechnung“ (auch interne Betriebsabrechnung genannt) sowie der „Planungsrechnung“ sowie der „Betriebsstatistik und Prognoserechnung“ zur Anwendung. Gegenstand des externen Rechnungswesens ist ausschließlich die Finanzbuchführung. (Dazu gehören u. a. Gewinn- und Verlustrechnung und – mit periodischer Wiederkehr – Bilanzen, die dazu bestimmt sind, in die Unternehmensaußenwelt hinaus kommuniziert zu werden, u. v. m.).
Während die Finanzbuchführung auf das Geschäftsjahr und alle Geschäftsaktivitäten unabhängig von deren Zugehörigkeit zum Betriebszweck abstellt, informiert die Betriebsbuchführung innerhalb eines Jahres in kurzfristigen Zeitabständen über die betrieblichen Kosten, die dazugehörigen Erlöse und den Betriebserfolg. Der Schwerpunkt der Betriebsbuchführung liegt dementsprechend auf den innerbetrieblichen Vorgängen von der Beschaffung über die Produktion bzw. Leistungserstellung bis zum Absatz der Güter und Dienstleistungen. Nach der Erfassung von Kosten und Leistungen lassen sich die Stückkosten und -gewinne, die mit den einzelnen Produkten bzw. Dienstleistungen erzielt wurden, errechnen. Das Betriebsergebnis ergibt sich dann aus der Summe der Einzelergebnisse betriebszweckgebundener Tätigkeiten in einer Periode. Dagegen besteht das Ziel der Finanzbuchführung in der Erfassung aller Geschäftsvorfälle einer Abrechnungsperiode und der Ermittlung des Gesamtergebnisses der Geschäftstätigkeit.
Die Betriebsbuchführung wird oft als „interne Buchführung“ bezeichnet. Das soll darauf hinweisen, dass sie nicht für externe Adressaten bestimmt ist, sondern sich mit betrieblichen Interna beschäftigt, die oft als Geschäftsgeheimnisse behandelt werden.
Falsch ist allerdings die oft in der Literatur vertretene Auffassung, die Betriebsbuchführung habe keine Beziehung zu gesetzlichen Anforderungen. Vielmehr kann die nach dem HGB vorgeschriebene Bewertung der fertigen und unfertigen Erzeugnisse nur dann erfolgen, wenn die Betriebsbuchführung die notwendigen Unterlagen liefert (Einzelheiten siehe unten).

## Die Notwendigkeit der Betriebsbuchführung
Sie leitet sich daraus ab, dass zukunftsbezogene Entscheidungen häufig nicht direkt mit den Daten der Finanzbuchführung begründet werden können. Das schmälert deren Bedeutung nicht. Die Finanzbuchführung mit ihrer Gewinn- und Verlustrechnung liefert Daten aus vergangenen Zeiträumen bis in die Gegenwart – mehr kann und soll sie nicht.
Die Betriebsbuchführung ist auf Entscheidungen der Verantwortungsträger des Unternehmens mit dem Ziel nach höherer Wirtschaftlichkeit ausgerichtet. Beispielsweise soll sie Erkenntnisgrundlagen für die Beantwortung der Frage liefern,
- wie entweder eine vorgegebene Leistung mit den geringsten Kosten (Minimierungsziel) zu erreichen ist,
- oder wie mit gegebenen Kosten eine möglichst große Leistung (Maximierungsziel) erzielt werden kann.

Die Betriebsbuchführung berücksichtigt, dass sich in künftigen Zeiträumen die Grundlagen der aus der Erfassung von Belegen aus der Vergangenheit entstandenen Zahlenwerte verändern können.
So ist es beispielsweise möglich, dass sich die Marktpreise beim Absatz unternehmenseigener Produkte oder aber in der Materialbeschaffung verändern, dass Löhne und Gehälter neu bestimmt werden, dass etwa gesetzlich zulässige stille Reserven gebildet worden sind, die innerbetrieblich identifiziert werden sollen. Auch Reklamationen wegen Produktionsfehlern lassen das Buchungsgeschehen in der Betriebsbuchführung nicht unberührt.
Darüber hinaus unternehmen Angehörige der Führungsebene nicht selten weitergehende Unternehmungen oder Projekte, die nicht zum Kerngeschäft gezählt werden können. Das können etwa die Vermietung von Betriebswohnungen oder auch die Durchführung von Finanztransaktionen mit vorübergehend freien Geldmitteln sein.
Im obigen Sinne möchte ein Geschäftsführer etwa erkennen, welche Resultate das betriebliche Kerngeschäft gebracht hat. Die Nebentätigkeiten werden aus der Betriebsbuchführung herausgehalten und getrennt beurteilt.

## Abgrenzungsrechnung
Die Betriebsbuchführung erhält ihre Daten, von denen sie ausgeht, aus der Finanzbuchführung, kann sie aber nicht unverändert übernehmen. Das Verfahren wird im Folgenden unter dem Gliederungspunkt „Abgrenzungsrechnung“ gezeigt.
Zur Zielsetzung der Abgrenzungsrechnung besteht darin, die Höhe der einzelnen betrieblichen Leistungen und der Kosten zu bestimmen. Dabei sind die Zahlen aus der Finanzbuchhaltung die Ausgangswerte. Aus der Summierung und Saldierung der Kosten und der Leistungen wird das Betriebsergebnis ermittelt.
Als Betriebsergebnis wird verstanden:

{\displaystyle {\text{Betriebsergebnis}}={\text{Leistungen}}-{\text{Kosten}}}.

Ein positiver Betriebsgewinn wird erreicht, wenn die Leistungen die Kosten übersteigen. Ist das nicht der Fall, ergibt sich ein Betriebsverlust.
Demgegenüber weist die Finanzbuchhaltung das Gesamtergebnis des Unternehmens aus.
Als Gesamtergebnis wird verstanden:

{\displaystyle {\text{Gesamtergebnis}}={\text{Erträge}}-{\text{Aufwendungen}}}.

Ein positiver Gesamtgewinn wird erreicht, wenn die Erträge die Aufwendungen übersteigen. Ist das nicht der Fall, zeigt sich ein Gesamtverlust.
Kosten und Leistungserlöse sind Begriffe aus der Betriebsbuchführung, Aufwendungen und Erträge sind Begriffe aus der Finanzbuchführung.
Aufwendungen sind auf der Sollseite des Gewinn- und Verlustrechnung aufgeführt. Sie betreffen das gesamte Unternehmen und sind vergangenheitsbezogen.
Kosten sind solche Aufwendungen, die
- den Betrieb (das Kerngeschäft) betreffen,
- nicht auf außergewöhnliche Umstände (Schadensfälle, Reklamationen usw.) zurückzuführen sind und
- um voraussehbare Änderungen (Preise, Löhne usw.) korrigiert worden sind.

Die Abgrenzung zwischen Finanz- und Betriebsbuchführung muss klären,
- welche Daten, erfasst als Aufwendungen, auch in die Kosten übernommen werden können oder wie diese Daten zu verändern oder zu ergänzen sind und
- wie realwirtschaftlich erbrachte, betriebliche Leistungen in Abgrenzung zu den in der Finanzbuchhaltung enthaltenen Größen zu definieren sind.

Früher wurde durch Buchungen auf Konten dargestellt, wie die Daten der Erfolgsrechnung (Finanzbuchführung) in die Kosten- und Leistungsrechnung (Betriebsbuchführung) überführt werden, welche Kosten also angefallen sind. In der Buchführung wurde ein Rechnungskreis I (Fibu) und ein Rechnungskreis II (KLR) angelegt. Im Industriekontenrahmen sind dafür gesonderte Konten vorgesehen. Allerdings ist ein solches Vorgehen heute ungebräuchlich.